# Metynnis polystictus
Metynnis polystictus är en fiskart som beskrevs av Axel Zarske och Jacques Géry 2008. Metynnis polystictus ingår i släktet Metynnis och familjen Characidae. Inga underarter finns listade i Catalogue of Life.